# Tour de Catalogne 1925
Le Tour de Catalogne 1925 est la septième édition du Tour de Catalogne, une course cycliste par étapes en Espagne. L’épreuve se déroule sur cinq étapes entre le 21 et le 24 mai 1925, sur un total de 711 km. Le vainqueur final est l'Espagnol Mució Miquel, il devance Jaime Janer et Teodoro Monteys.

## Étapes
| Étape                | Date   | Villes étapes        | km     | Vainqueur d’étape | Leader du classement général |
| -------------------- | ------ | -------------------- | ------ | ----------------- | ---------------------------- |
| 1re étape            | 21 mai | Barcelone - Figueras | 196 km | Mució Miquel      | Mució Miquel                 |
| 2e étape secteur (a) | 22 mai | Figueras - Vic       | 120 km | Jaime Janer       | Mució Miquel                 |
| 2e étape secteur (b) | 22 mai | Vic - Igualada       | 90 km  | Teodoro Monteys   | Mució Miquel                 |
| 3e étape             | 23 mai | Igualada - Reus      | 196 km | Jaime Janer       | Mució Miquel                 |
| 4e étape             | 24 mai | Reus - Barcelone     | 109 km | Jaime Janer       | Mució Miquel                 |

### Étape 1 Barcelone - Figueres. 196,0 km
|   | Cycliste     | Temps           |
| - | ------------ | --------------- |
| 1 | Mució Miquel | 7 h 33 min 06 s |
| 2 | Jaime Janer  | + 4 min 09 s    |
| 3 | Josep Busqué | + 10 min 09 s   |

|   | Cycliste     | Temps           |
| - | ------------ | --------------- |
| 1 | Mució Miquel | 7 h 33 min 06 s |
| 2 | Jaime Janer  | + 4 min 09 s    |
| 3 | Josep Busqué | + 10 min 09 s   |

### Étape 2. A Figueres - Vic. 120,0 km
|   | Cycliste        | Temps           |
| - | --------------- | --------------- |
| 1 | Jaime Janer     | 5 h 16 min 00 s |
| 2 | José Maria Sans | m.t.            |
| 3 | Teodoro Monteys | m.t.            |

|   | Cycliste        | Temps            |
| - | --------------- | ---------------- |
| 1 | Mució Miquel    | 12 h 49 min 06 s |
| 2 | Jaime Janer     | + 4 min 09 s     |
| 3 | Teodoro Monteys | + 10 min 09 s    |

### Étape 2. B Vic - Igualada. 90,0 km
|   | Cycliste        | Temps           |
| - | --------------- | --------------- |
| 1 | Teodoro Monteys | 3 h 46 min 04 s |
| 2 | Mució Miquel    | m.t.            |
| 3 | Jaime Janer     | + 1 min 01 s    |

|   | Cycliste        | Temps            |
| - | --------------- | ---------------- |
| 1 | Mució Miquel    | 16 h 35 min 10 s |
| 2 | Jaime Janer     | + 5 min 10 s     |
| 3 | Teodoro Monteys | + 10 min 09 s    |

### Étape 3. Igualada - Reus. 196,0 km
|   | Cycliste        | Temps           |
| - | --------------- | --------------- |
| 1 | Jaime Janer     | 8 h 12 min 00 s |
| 2 | Antonio Torres  | m.t.            |
| 3 | José Luis Miner | m.t.            |

|   | Cycliste        | Temps            |
| - | --------------- | ---------------- |
| 1 | Mució Miquel    | 24 h 47 min 10 s |
| 2 | Jaime Janer     | + 5 min 10 s     |
| 3 | Teodoro Monteys | + 10 min 09 s    |

### Étape 4. Reus - Barcelone. 116,0 km
|   | Cycliste    | Temps           |
| - | ----------- | --------------- |
| 1 | Jaime Janer | 3 h 49 min 02 s |
| 2 | Joan Juan   | m.t.            |
| 3 | Joan Fargas | m.t.            |

|   | Cycliste        | Temps            |
| - | --------------- | ---------------- |
| 1 | Mució Miquel    | 28 h 36 min 12 s |
| 2 | Jaime Janer     | + 5 min 10 s     |
| 3 | Teodoro Monteys | + 10 min 09 s    |

## Classement final
| Pos. | Cycliste          | Temps            |
| 1    | Mució Miquel      | 28 h 36 min 12 s |
| 2    | Jaime Janer       | + 5 min 10 s     |
| 3    | Teodoro Monteys   | + 10 min 09 s    |
| 4    | Josep Busqué      | + 13 min 15 s    |
| 5    | Joan Juan         | + 17 min 54 s    |
| 6    | Salvador Codorniu | + 24 min 01 s    |
| 7    | José Maria Sans   | + 24 min 45 s    |
| 8    | Antonio Torres    | + 25 min 44 s    |
| 9    | Gabriel Cruz      | + 34 min 52 s    |
| 10   | Guillermo Antón   | + 39 min 27 s    |